# Johnny Winter

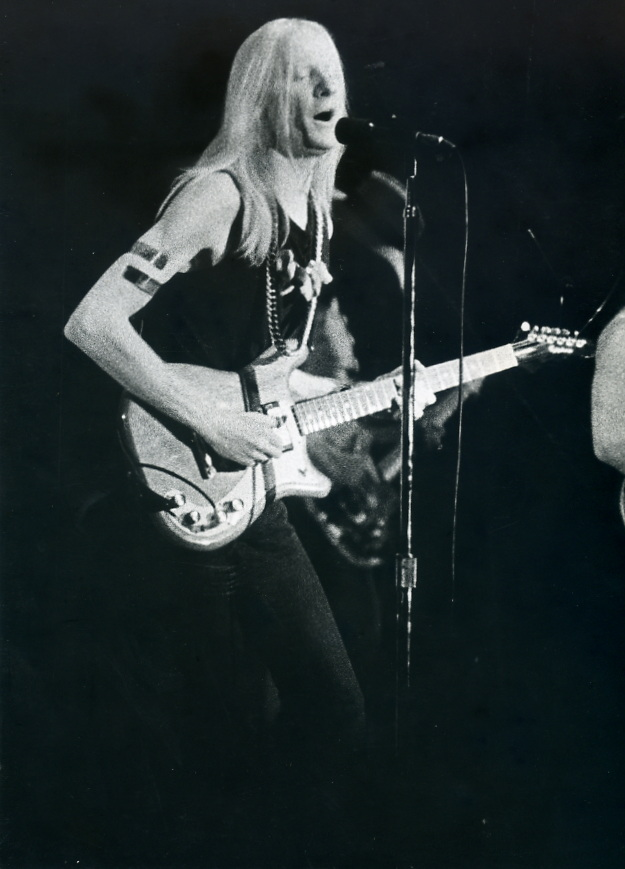
Johnny Winter en 1969.

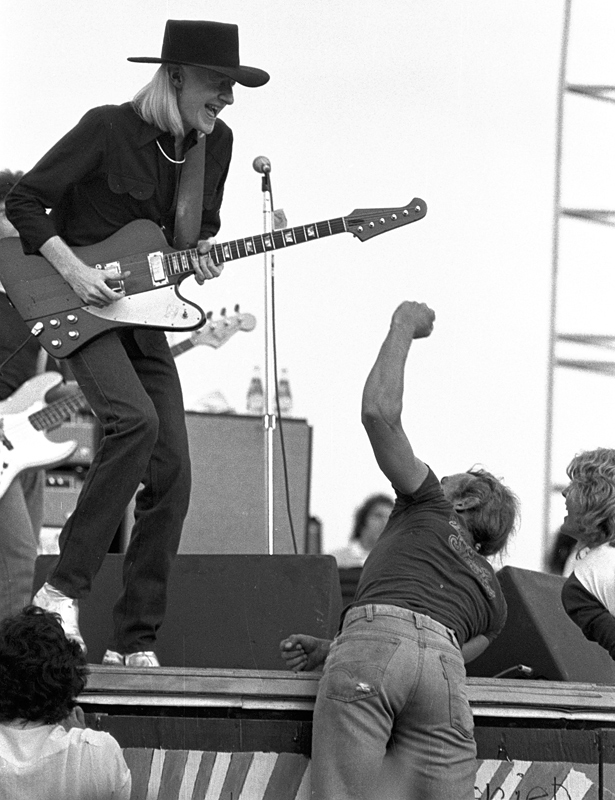
Johnny Winter en Woodstock Reunion, 1979.

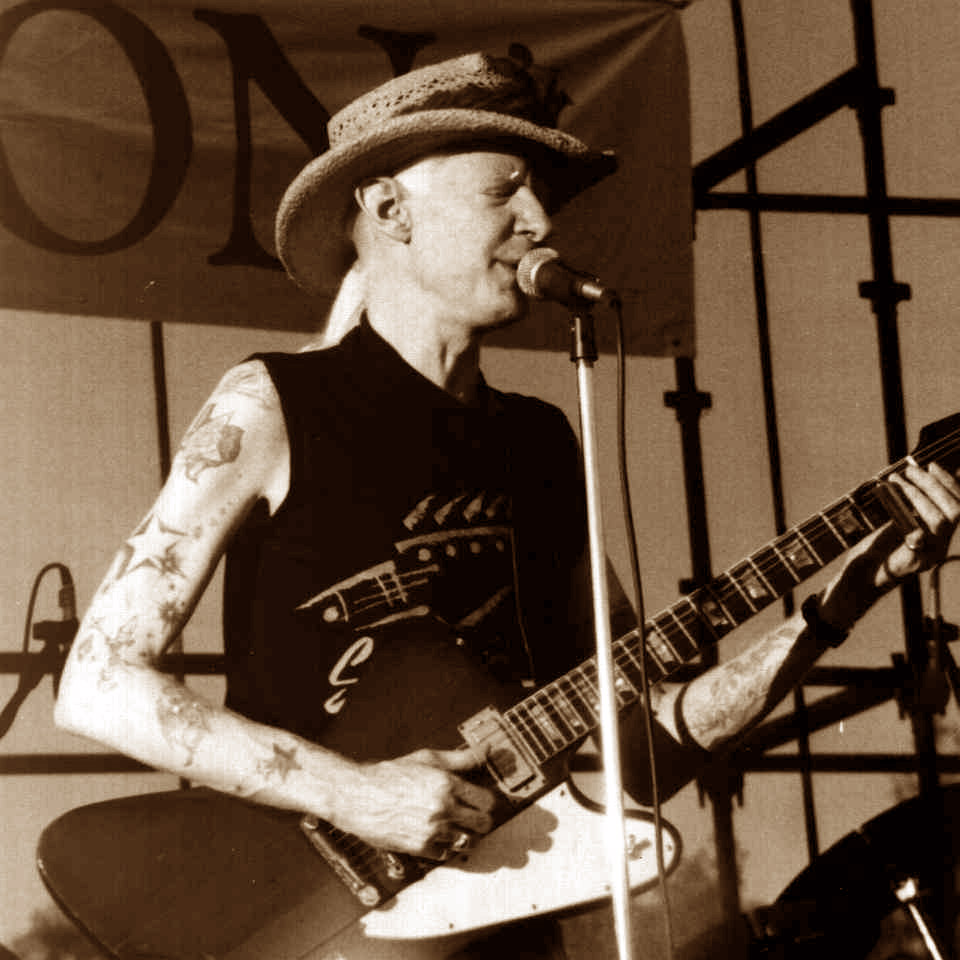
Johnny Winter en 1990.

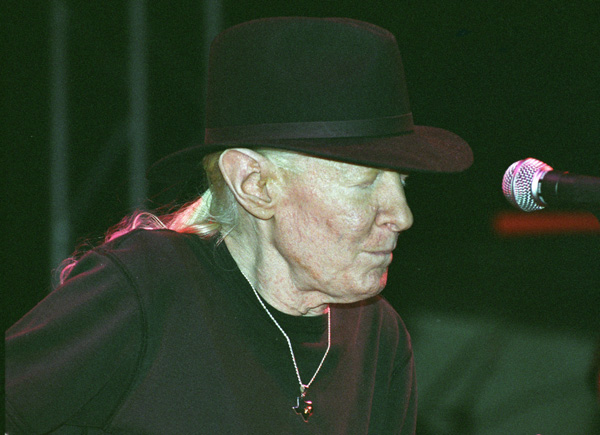
Johnny Winter en 2006.

John Dawson «Johnny» Winter (Beaumont, Estados Unidos, 23 de febrero de 1944-Zúrich, Suiza, 16 de julio de 2014) fue un guitarrista estadounidense de blues y de rock. Winter se convirtió en una estrella del blues eléctrico a finales de los años 1960 y en el momento del festival de Woodstock ya era una leyenda. Durante la última etapa de Muddy Waters, produjo sus tres últimos discos.

## Carrera musical

### Primeros años
Nació albino, al igual que su hermano menor Edgar Winter. Desde muy joven, Winter mostró una fuerte atracción por la música. De los cuatro a los ocho años, tocaba el clarinete en su ciudad natal, pero fue obligado a dejarlo por recomendación de su ortodoncista debido a un problema de maloclusión producido por el instrumento. Fue entonces cuando empezó a aprender a tocar el ukelele de su padre pero, a pesar del talento que mostraba con el instrumento, fue su propio padre quien le indujo a dejarlo y cambiarlo por la guitarra a la edad de 11 años. En ese entonces, Winter se aficionó a un programa de radio titulado The Big Bopper of Chantilly Lace, que daba un recorrido por el mundo del blues, presentado por un DJ local llamado J. P. Richardson.
A los 14 años, ya empapado de blues con una larga colección de discos que había ido reuniendo, forma Johnny and the Jammers, su primera banda, junto a su hermano Edgar. Pasó su temprana juventud grabando temas para discográficas de proyección regional y presentándose en bares buscando ser escuchado y obtener una reputación dentro del mundo del blues, por su habitual colaboración con locales como Clarence Garlow o Calvin Johnson. Llegó a tocar, en 1962, ante B.B. King, con la guitarra de este, en una visita a un famoso local de Beaumont. Durante ese tiempo formó un trío, The Cyrstaliers and It and Them, que intentó hacerse un espacio en los clubes locales, y también visitó otras ciudades satélite del blues como Chicago, tratando de escuchar a otros artistas y captar la esencia del género.

### Estrellato
Su descubrimiento a nivel nacional llegó a través de un artículo en la revista Rolling Stone, en 1968, lo que le valió un contrato con un propietario de un club neoyorquino y una grabación con Columbia. Su disco de debut oficial, Johnny Winter, fue publicado en 1969, año en el que también tocó en distintas presentaciones y festivales, incluyendo el de Woodstock.
Más tarde, formó una banda con antiguos componentes de The McCoys, llamada Johnny Winter And. Consiguió buenas ventas entre 1969 y 1970 con los álbumes Second Winter y Johnny Winter, respectivamente. Durante ese tiempo, Winter sufrió una fuerte adicción a la heroína, de la que se recuperó rápidamente, y grabó en 1973 Still Alive and Well. Sus discos fueron cada vez más orientados al blues duro, y a finales de los setenta produjo también varios álbumes de Muddy Waters, con quien consiguió un par de Premios Grammy, entre otras colaboraciones.

### Década de 1980
En los ochenta, luego de una larga pausa grabó tres discos para el sello de blues Alligator. El primero, en 1984, contenía relanzamientos de viejos temas R&B y contó con la ayuda de la Albert Collins Icebrakers Band, compañeros de disquera, logrando su segunda candidatura a los premios Grammy. En 1986 lanza Third Degree, un disco  compartido con antiguos compañeros de gira. Alternativamente mantiene sus habituales giras por distintos locales, ofreciendo conciertos y colaborando con otros artistas.

### 1990
Marca su regreso a los estudios con una nueva nominación a los Grammy gracias a su álbum Let Me In. Vuelve al año siguiente con Hey, Where's Your Brother?, también nominado a los premios Grammy. Ese mismo año sale también a la venta el recopilatorio Scorchin' Blues mientras continúa de gira. También colaboraría en 1996 con su hermano en el disco The Real Deal manteniendo sus giras. En 1998 producto de su trabajo en vivo sale a la venta Live In NYC '97 disco que recopila cinco años de concierto. Las canciones de este disco fueron escogidas por sus seguidores a manera de tributo, año en el que también se cumplían 30 años de su llegada al estrellato.

### 2004
Winter regresó en 2004 con su primer álbum en ocho años I'm a Bluesman con el que logró de nuevo una excelente crítica y otra candidatura a los Grammy. Winter continua maravillando con su peculiar estilo a sus seguidores, manteniendo sus giras, aunque en últimos años se había visto afectado por problemas de salud y se ve obligado a realizar las presentaciones sentado, producto de un problema de Síndrome Túnel Carpiano así como problemas en la cadera. Aun así mantiene su carrera artística. En mayo de 2009 lanzó un nuevo recopilatorio denominado The Johnny Winter Anthology distribuido por Sony Music Entertainment.

## Muerte
Durante su gira estival en Europa, el 16 de julio de 2014, trascendió su imprevista muerte. Al parecer, murió en un hotel cerca de Zúrich, Suiza, de madrugada. Aunque su portal no lo informó, la prensa europea anticipó la noticia. La esposa de Rick Derringer, Jenda, fue de las primeras personas cercanas al artista que confirmó el deceso.

## Discografía

### Álbumes de estudio
- The Progressive Blues Experiment (1968)
- Johnny Winter (1969)
- Second Winter (1969)
- Johnny Winter And (1970)
- Still Alive and Well (1973)
- Saints & Sinners (1974)
- John Dawson Winter III (1974)
- Nothin' But the Blues (1977)
- White, Hot and Blue (1978)
- Raisin' Cain (1980)
- Guitar Slinger (1984)
- Serious Business (1985)
- Third Degree (1986)
- The Winter of '88 (1988)
- Let Me In (1991)
- Hey, Where's Your Brother? (1992)
- I'm A Bluesman (2004)
- Roots (2011)
- Step Back (2014)

### Álbumes en vivo
- Live Johnny Winter And (1971)
- Captured Live! (1976)
- Together (junto a Edgar Winter) (1976)
- Live in NYC '97 (1998)
- The Woodstock Experience (2009)
- Live at the Fillmore East 10/3/70 (2010)
- Rockpalast: Blues Rock Legends Vol. 3 (2011)
- Live from Japan (2015)
- The King of Slide (2018)

### Álbumes recopilatorios
- The Johnny Winter Story (1969)
- Scorchin' blues (1992)
- A Rock n' Roll Collection (1994)
- The Return of Johnny Guitar (The Best of Johnny Winter 1984–86) (1996)
- White Hot Blues (1997)
- Deluxe Edition (2001)
- The Best of Johnny Winter (2002)
- Winter Essentials 1960-1967 (2003)
- The Johnny Winter Anthology (2009)
- Playlist: The Very Best of Johnny Winter Live (2011)
- The Essential Johnny Winter (2014)
- True to the Blues: The Johnny Winter Story (2014)
- Remembrance Vol. 1 (2015)
- Its My Life, Baby (2015)
- Remembrance Volume 2 (2017)